# Episodi di Schmigadoon! (prima stagione)
La prima stagione della serie televisiva Schmigadoon!, composta da 6 episodi, è stata pubblicata sulla piattaforma streaming Apple TV+, in tutti i paesi in cui il servizio è disponibile, dal 16 luglio al 13 agosto 2021.
| nº | Titolo originale  | Titolo italiano        | Pubblicazione internazionale |
| -- | ----------------- | ---------------------- | ---------------------------- |
| 1  | Schmigadoon!      | Pilota                 | 16 luglio 2021               |
| 2  | Lovers' Spat      | Litigio fra innamorati | 16 luglio 2021               |
| 3  | Cross That Bridge | Attraversa quel ponte  | 23 luglio 2021               |
| 4  | Suddenly          | All'improvviso         | 30 luglio 2021               |
| 5  | Tribulation       | Tribolazione           | 6 agosto 2021                |
| 6  | How We Change     | Come si cambia         | 13 agosto 2021               |

## Pilota
- Titolo originale: Schmigadoon!
- Diretto da: Barry Sonnenfeld
- Scritto da: Cinco Paul, Ken Daurio

### Trama
Melissa Gimble e Josh Skinner, medici a New York City, si incontrano quando prendono a calci un distributore automatico dell'ospedale e dà loro tutte le caramelle nella macchina. Quattro anni dopo, la loro relazione è diventata tesa, quindi fanno una gita nei boschi per cercare di sistemare la situazione. Si perdono e attraversano un ponte di pietra nella nebbia per trovare una città apparentemente idilliaca, che ricorda River City, chiamata Schmigadoon, dove tutti si comportano come se fossero in un musical degli anni '40 e '50. Melissa sta al gioco, dato che è una fan dei musical, ma a Josh non piace. Melissa prende in simpatia anche Danny Bailey, un imbonitore di carnevale, come Billy Bigelow. La mattina dopo, Melissa e Josh scoprono che non possono lasciare la città. Un folletto dice loro che non possono lasciare Schmigadoon finché non trovano il "vero amore".

## Litigio fra innamorati
- Titolo originale: Lovers' Spat
- Diretto da: Barry Sonnenfeld
- Scritto da: Cinco Paul, Ken Daurio, Julie Klausner

### Trama
Subito dopo aver scoperto di non poter lasciare Schmigadoon, Melissa e Josh litigano, per niente aiutati dai cittadini che cantante, tanto che finiscono per rompere la relazione. Melissa va a fare una passeggiata dove trova il sindaco di Schmigadoon Aloysius Menlove, che la rallegra con una canzone che implica fortemente che velato. Nel frattempo, Josh si interessa alla giovane cameriera civettuola Betsy, che più tardi offre il suo cestino da picnic all'asta. Durante l'asta, Melissa si ubriaca con un punch corretto e Josh conquista Betsy. Melissa si mette all'asta e viene vinta da Danny. Più tardi quella sera, Josh si sente a disagio perché Betsy sembra essere minorenne. La serata è interrotta dal padre di Betsy e dal suo fucile.

## Attraversa quel ponte
- Titolo originale: Cross That Bridge
- Diretto da: Barry Sonnenfeld
- Scritto da: Julie Klausner, Bowen Yang

### Trama
La mattina dopo, Melissa si sveglia e trova Danny che le prepara la colazione. Ma lei lo vede come un'avventura di una notte e se ne va mentre lui sta ancora soliloquiando sulla sua futura prole. Nel frattempo, Josh si fidanza rapidamente con Betsy. Mildred Layton fa bandire Josh e Melissa dalla locanda a causa dei suoi pregiudizi nei loro confronti. Josh tenta di attraversare il ponte con Betsy per vedere se lei è il suo vero amore, ma fallisce, quindi riprova con altre donne, senza successo. Melissa cerca aiuto dalla moglie del sindaco, il che implica che è frustrata dall'orientamento sessuale del marito. Il contadino McDonough insegue Josh, che cerca rifugio nella chiesa del reverendo Layton. All'interno, nota Emma Tate, la maestra di Schmigadoon, una delle poche donne che non ha attraversato il ponte con lui. Melissa chiede al dottor Lopez un lavoro come infermiera e si innamora subito di lui.

## All'improvviso
- Titolo originale: Suddenly
- Diretto da: Barry Sonnenfeld
- Scritto da: Cinco Paul, Ken Daurio, Kate Gersten

### Trama
In un flashback, Josh e Melissa fuggono da una commedia off-off-Broadway in cui recita il loro amico; rivelano il loro amore reciproco. In Schmigadoon, Josh diventa il nuovo tuttofare di Emma in cambio dell'alloggio; lei è severa ma lo incoraggia a credere in se stesso. Lo salva anche dal padre di Betsy. Melissa inizia a lavorare come infermiera, ma Lopez è tirannico e conservatore. Si rifiuta di assistere Nancy, una giovane donna incinta, e il suo ragazzo, quindi Melissa dà loro una lezione di educazione sessuale e lei e Josh aiutano a far nascere il bambino. Il sindaco Menlove condivide un momento romantico con il reverendo Layton alla vendita di dolci e poi fa coming out con i cittadini. Riflettendo su questo e sul suo crescente rispetto per Melissa, Lopez ammorbidisce la sua visione assolutista e dichiara il suo amore per lei, mentre Emma ammette il suo amore per Josh dopo che lui ha gentilmente aiutato la fiducia del suo fratellino balbettante.

## Tribolazione
- Titolo originale: Tribulation
- Diretto da: Barry Sonnenfeld
- Scritto da: Allison Silverman

### Trama
In un flashback, Josh viene scartato per una borsa di studio. Melissa lo conforta, ma lui la prende in giro per un cliché detto male, scusandosi quella notte. A Schmigadoon, Mildred incita al panico morale contro gli "estranei" e annuncia la sua candidatura a sindaco. Nel frattempo, l'affascinante fidanzata di Lopez, la contessa Gabrielle von Blerkom, torna inaspettatamente dalla città. Melissa si aspetta che la contessa si faccia gentilmente da parte, come in "Tutti insieme appassionatamente", ma invece porta Melissa a fare un giro e la abbandona in campagna, puntandole una pistola contro. Melissa scopre che il cuore simbolico che pensava Josh avesse perso era sempre stato nel suo zaino; respinge un balletto da sogno nei suoi momenti iniziali. Emma confida a Josh di essere la madre di Carson, e i suoi genitori l'hanno rinnegata per essere rimasta incinta fuori dal matrimonio. Carson sente e scappa. Josh lo cerca nel bosco, dove Danny tende un'imboscata a Josh e lo fa cadere a terra, dove Josh trova il cuore simbolico che Melissa ha gettato dall'altra parte del lago.

## Come si cambia
- Titolo originale: How We Change
- Diretto da: Barry Sonnenfeld
- Scritto da: Cinco Paul, Ken Daurio

### Trama
Josh trova Carson e discutono di come le buone relazioni richiedano lavoro. Emma arriva e propone a lei e Carson di attraversare il ponte per iniziare una vita con Josh. Lopez recupera Melissa, dichiarando di averla scelta al posto della contessa, ma lei vuole salvare la sua relazione con Josh. Nel frattempo, Josh si rende conto che vuole la stessa cosa. In città, Mildred sta per vincere le elezioni. Arriva Melissa, seguita da Josh, interrompendo la votazione. Lei si scusa per la loro rottura e lui offre il suo amore in una canzone. I due ballano insieme e si baciano. Mildred denuncia i newyorkesi, ma Emma dice che hanno insegnato ai cittadini ad accettare il loro vero io. Emma annuncia di essere la madre di Carson e altri cittadini rivelano segreti di lunga data; per esempio, Mildred è la madre di Nancy e il Reverendo Layton prova dei sentimenti per il sindaco Menlove. Mildred fa i capricci e il sindaco viene rieletto in maniera schiacciante. Melissa dice a Mildred che non è troppo tardi per cambiare e la città celebra i suoi progressi con stili musicali più moderni. Mano nella mano, Josh e Melissa salgono sul ponte, ma non viene rivelato se sono in grado di lasciare Schmigadoon.